# Karya al-Ulya
Karya al-Ulya és una vila del nord-est de l'Aràbia Saudita. La població estimada el 1963 era de 2200 persones. Està governada per un emir dependent del governador de la Província Oriental (Aràbia Saudita).
Fou fundada com hidjra o colònia dels Ikhwan, per membres dirigents de la tribu mutayr, però a partir de 1930 va quedar reduït a un petit mercat beduí. Junt amb el veí poble de Karya al-Sufla forma el conjunt anomenat Karayat (plural dialectal de Karya).
Les relacions entre Kuwait i el Nedjd estaven tenses el 1919 a causa de l'anunci del govern kuwaitià de construir un fort a Dawhat Bilbul, a 110 km a l'est de Karya al-Ulya; aquesta darrera era un conegut centre d'aprovisionament d'aigua dels mutayr. Llavors Turayhib ibn Bandar ibn Shukayr va demanar fundar una hidjra pels ikhwan, i el rei Abd-al-Aziz ibn Saüd va donar l'aprovació. Kuwait va protestar (1920) i va enviar una tropa de 400 soldats que foren derrotats pels mutayr al pous d'Hamad al nord-est de Karya al-Ulya (maig de 1920). Aquest atac fou contra les ordes d'Ibn Saud i els atacants van acceptar restituir el botí. Els britànics van fer una mediació que va fracassar. Es va produir llavors una batalla fronterera en la que els ikhwan van atacar a les forces de Salim ibn Mubarak Al Sabah al poble d'al-Djahra a 30 km a l'oest de la ciutat de Kuwait (octubre de 1920). Els kuwaitians es van reforçar i se'ls van unir gent de la tribu dels Banu Xammar i van fer moviments sobre Karya al-Ulya sense conseqüències.
Encara el 1928/1929 les dues Karya eren bases militars dels mutayr; després foren centres de dissidència dins del moviment dels ikhwan però derrotada la revolta el 1930, va perdre tota importància passant a ser un simple mercat i duana. Un fortí construït el 1936/1937 s'havia modernitzat el 1974.